# Rusko na Zimních olympijských hrách 2002
Rusko na Zimních olympijských hrách 2002 v Salt Lake City reprezentovalo 155 sportovců, z toho 87 mužů a 68 žen. Nejmladším účastníkem byla Anna Zukal (16 let, 133 dní), nejstarší pak Igor Larionov (41 let, 68 dní) . Reprezentanti vybojovali 13 medailí, z toho 5 zlatých, 4 stříbrné a 4 bronzé.

## Medailisté
| Medaile | Jméno | Sport         | Disciplína                         |
| ------- | --- | ------------- | ---------------------------------- |
| Zlato   | Olga Medvedcevová | Biathlon      | Ženy stíhací závod (10 km)         |
| Zlato   | Michail Ivanov | Běh na lyžích | Muži běh na 50 km                  |
| Zlato   | Julija Čepalovová | Běh na lyžích | Ženy sprint 1.5 km                 |
| Zlato   | Alexej Jagudin | Krasobruslení | Muži jednotlivci                   |
| Zlato   | Jelena Běrežná Anton Sicharulidze | Krasobruslení | sportovní dvojice                  |
| Stříbro | Julija Čepalovová | Běh na lyžích | Ženy běh na 10 km klasicky         |
| Stříbro | Jevgenij Pljuščenko | Krasobruslení | Muži jednotlivci                   |
| Stříbro | Irina Slucká | Krasobruslení | Ženy jednotlivci                   |
| Stříbro | Irina Lobačevová Ilja Averbuch | Krasobruslení | taneční páry                       |
| Bronz   | Viktor Majgurov | Biathlon      | Muži jednotlivci (20 km)           |
| Bronz   | Albina Akhatova Svetlana Ishmouratova Galina Kuklevová Olga Medvedcevová | Biathlon      | Ženy štafeta 4 x 7.5 km            |
| Bronz   | Julija Čepalovová | Běh na lyžích | Ženy běh na 15 km - hromadný start |
| Bronz   | Maxim Afinogenov Ilja Bryzgalov Pavel Bure Valerij Bure Pavel Dacjuk Sergej Fjodorov Sergej Gončar Darjus Kasparajtis Nikolaj Chabibulin Ilja Kovalčuk Alexej Kovaljov Igor Kravčuk Oleg Kvaša Igor Larionov Vladimir Malachov Daniil Markov Andrej Nikolišin Jegor Podomackij Sergej Samsonov Alexej Jašin Alexej Žamnov | Lední hokej   | turnaj mužů                        |